# Aphaniosoma azoricum
Aphaniosoma azoricum är en tvåvingeart som beskrevs av Frey 1958. Aphaniosoma azoricum ingår i släktet Aphaniosoma och familjen gulflugor. Inga underarter finns listade i Catalogue of Life.